# Viljujsk
Viljujsk (in russo Вилюйск?) è una città della Russia situata nella Sacha-Jacuzia, localizzata a circa 600 chilometri dalla capitale del territorio, Jakutsk, sul fiume Viljuj (un affluente di sinistra del fiume Lena) alle coordinate geografiche 63°19'N, 121°29'E.
Viljujsk fu fondata nel 1634 come insediamento invernale cosacco, con il nome di Tjukanskoe (in russo Tйуканское?) e in seguito Verchneviljujskoe (in russo Bepxневилюйское?). Nel 1783, una città di nome Olensk (in russo 
Oлeнcк?) è stata costruita in questo posto, rinominata successivamente Viljujsk nel 1823. Secondo i dati del censimento del 2010, Viljujsk conta 10 060 abitanti.
| 1897 | 1926  | 1939  | 1959  | 1970  | 1979  | 1989  | 2002  | 2010   | 2017   |
| ---- | ----- | ----- | ----- | ----- | ----- | ----- | ----- | ------ | ------ |
| 600  | 1 300 | 3 100 | 4 800 | 6 200 | 7 100 | 9 000 | 9 776 | 10 060 | 10 975 |

## Note

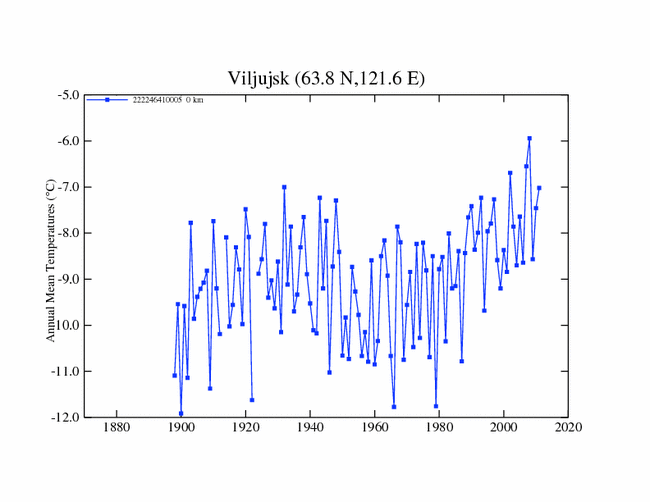
Termografia media aria, 1949 a 2010 (NASA)

## Clima
| Viljujsk (1991-2020) Fonte: | Mesi         | Mesi         | Mesi         | Mesi         | Mesi         | Mesi        | Mesi        | Mesi        | Mesi         | Mesi         | Mesi         | Mesi         | Stagioni | Stagioni | Stagioni | Stagioni | Anno  |
| Viljujsk (1991-2020) Fonte: | Gen          | Feb          | Mar          | Apr          | Mag          | Giu         | Lug         | Ago         | Set          | Ott          | Nov          | Dic          | Inv      | Pri      | Est      | Aut      | Anno  |
| --------------------------- | ------------ | ------------ | ------------ | ------------ | ------------ | ----------- | ----------- | ----------- | ------------ | ------------ | ------------ | ------------ | -------- | -------- | -------- | -------- | ----- |
| T. max. media (°C)          | −30,7        | −25,1        | −11,0        | 2,0          | 12,0         | 22,6        | 25,4        | 20,8        | 10,8         | −3,2         | −21,1        | −31,1        | −29,0    | 1,0      | 22,9     | −4,5     | −2,4  |
| T. media (°C)               | −34,4        | −30,1        | −18,1        | −4,4         | 6,4          | 16,3        | 19,2        | 14,8        | 5,8          | −6,8         | −24,9        | −34,5        | −33,0    | −5,4     | 16,8     | −8,6     | −7,6  |
| T. min. media (°C)          | −38,0        | −34,6        | −25,0        | −11,2        | 0,5          | 9,9         | 13,2        | 9,1         | 1,4          | −10,3        | −28,5        | −37,8        | −36,8    | −11,9    | 10,7     | −12,5    | −12,6 |
| T. max. assoluta (°C)       | −0,4 (1979)  | −2,0 (1998)  | 10,1 (2011)  | 18,6 (1943)  | 30,4 (2020)  | 36,5 (2021) | 37,8 (2021) | 36,0 (1969) | 27,7 (1955)  | 18,0 (1943)  | 3,7 (2013)   | −2,1 (2003)  | −0,4     | 30,4     | 37,8     | 27,7     | 37,8  |
| T. min. assoluta (°C)       | −60,9 (1927) | −58,0 (1931) | −50,0 (1912) | −40,2 (1951) | −23,0 (1909) | −5,3 (1964) | 0,0 (1900)  | −6,3 (1898) | −15,4 (1957) | −39,8 (1971) | −52,7 (1968) | −57,9 (1964) | −60,9    | −50,0    | −6,3     | −52,7    | −60,9 |
| Nuvolosità (okta al giorno) | 4,7          | 4,6          | 4,5          | 5,3          | 6,7          | 6,5         | 6,1         | 6,3         | 7,0          | 7,3          | 5,5          | 4,7          | 4,7      | 5,5      | 6,3      | 6,6      | 5,8   |
| Precipitazioni (mm)         | 13           | 11           | 10           | 11           | 26           | 35          | 52          | 43          | 33           | 25           | 19           | 14           | 38       | 47       | 130      | 77       | 292   |
| Giorni di pioggia           | 0            | 0            | 0,1          | 3,0          | 11,0         | 14,0        | 13,0        | 13,0        | 15,0         | 5,0          | 0,1          | 0,0          | 0,0      | 14,1     | 40,0     | 20,1     | 74,2  |
| Nevicate (cm)               | 37           | 43           | 45           | 32           | 3            | 0           | 0           | 0           | 0            | 6            | 21           | 30           | 110      | 80       | 0        | 27       | 217   |
| Giorni di neve              | 21           | 20           | 15           | 11           | 6            | 0,2         | 0,0         | 0,1         | 6,0          | 23,0         | 21,0         | 20,0         | 61,0     | 32,0     | 0,3      | 50,0     | 143,3 |
| Giorni di nebbia            | 13           | 8            | 1            | 0,2          | 0,2          | 0,1         | 0,4         | 1,0         | 1,0          | 0,3          | 4,0          | 12,0         | 33,0     | 1,4      | 1,5      | 5,3      | 41,2  |
| Umidità relativa media (%)  | 74           | 75           | 68           | 58           | 54           | 55          | 60          | 66          | 71           | 77           | 77           | 75           | 74,7     | 60       | 60,3     | 75       | 67,5  |
| Vento (direzione-m/s)       | W 1,5        | W 1,5        | W 1,7        | W 2,1        | W 2,4        | W 2,3       | N 2,0       | W 2,0       | W 2,0        | W 2,1        | W 1,7        | W 1,6        | 1,5      | 2,1      | 2,1      | 1,9      | 1,9   |